# Mistrovství světa v rychlobruslení juniorů 2002

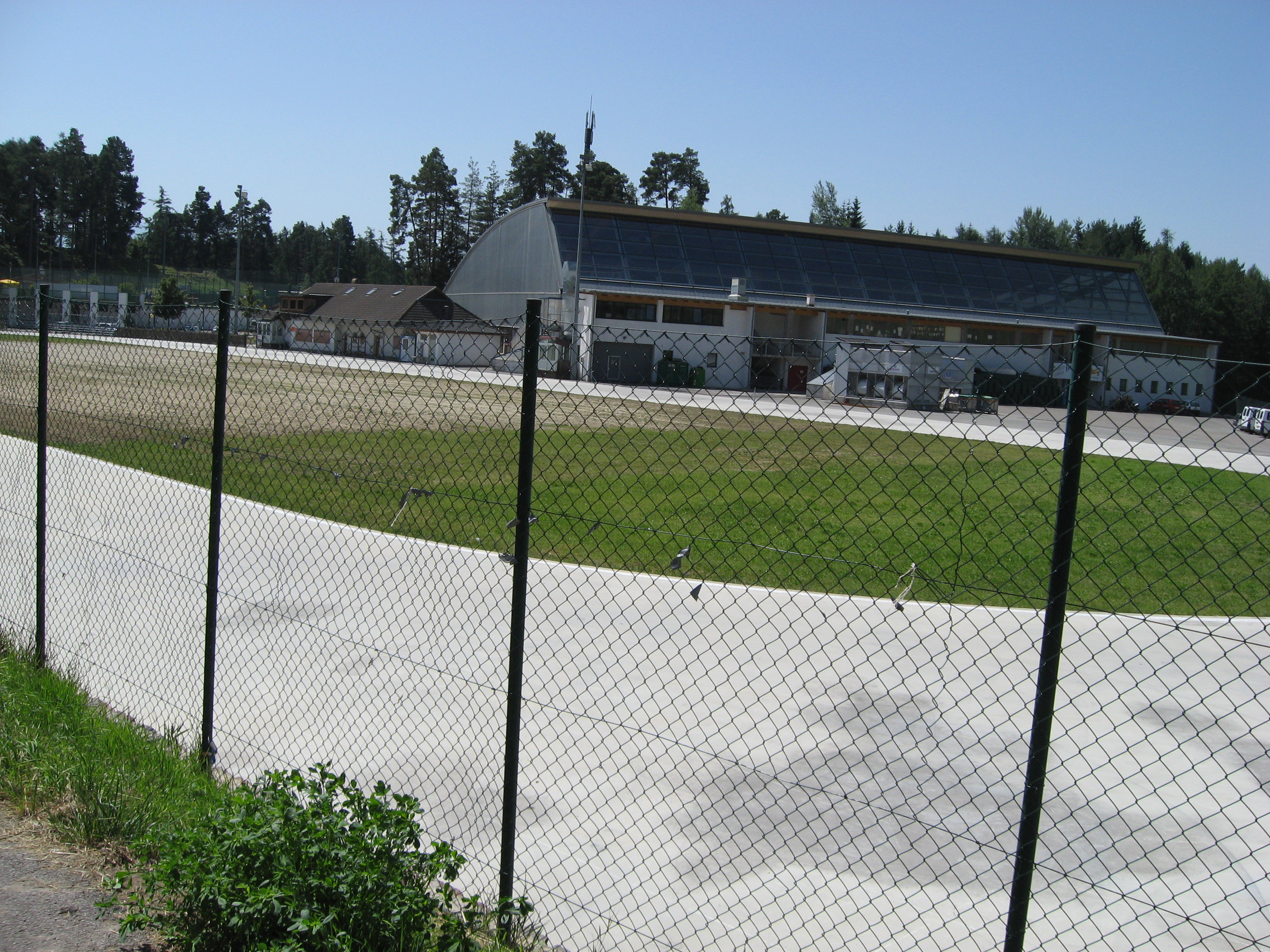
Otevřená rychlobruslařská dráha Arena Ritten v Klobensteinu

Mistrovství světa v rychlobruslení juniorů 2002 se konalo od 1. do 3. března 2002 na otevřené rychlobruslařské dráze Arena Ritten v italské vesnici Klobenstein v obci Ritten. Celkově se jednalo o 31. světový šampionát pro chlapce a 30. pro dívky. Českou výpravu tvořili Miroslav Vtípil, Lucie Haselbergerová, Marcela Kramárová a Martina Sáblíková.
V Klobensteinu měly na mistrovství světa juniorů premiéru stíhací závody družstev.
| Program                                   | Program                                     | Program                                                         |
| ----------------------------------------- | ------------------------------------------- | --------------------------------------------------------------- |
| 1. března                                 | 2. března                                   | 3. března                                                       |
| 500 m dívky 500 m chlapci 3 000 m chlapci | 1 000 m dívky 1 500 m chlapci 1 500 m dívky | 3 000 m dívky 5 000 m chlapci družstva dívky1 družstva chlapci1 |

1 závody, které se nezapočítávaly do víceboje

## Chlapci
| Pořadí | Jméno               | Země        | Celkový čas |
| ------ | ------------------- | ----------- | ----------- |
| 1.     | Jü Feng-tchung      | Čína        | 36,24       |
| 2.     | Maciej Ustynowicz   | Polsko      | 36,68       |
| 3.     | Tucker Fredricks    | USA         | 37,01       |
| 4.     | Mun Čun             | Jižní Korea | 37,05       |
| 5.     | Beorn Nijenhuis     | Nizozemsko  | 37,25       |
| 6.     | Konrad Niedźwiedzki | Polsko      | 37,30       |
| 7.     | Igor Makoveckij     | Bělorusko   | 37,43       |
| 8.     | Šingo Doi           | Japonsko    | 37,51       |
| 9.     | Shani Davis         | USA         | 37,54       |
| 10.    | Ivan Skobrev        | Rusko       | 37,59       |
|        |                     |             |             |
| 47.    | Miroslav Vtípil     | Česko       | 40,10       |

| Pořadí | Jméno             | Země        | Celkový čas |
| ------ | ----------------- | ----------- | ----------- |
| 1.     | Tom Prinsen       | Nizozemsko  | 3:55,20     |
| 2.     | Marco Weber       | Německo     | 3:57,12     |
| 3.     | Remco olde Heuvel | Nizozemsko  | 3:57,22     |
| 4.     | Andrej Burljajev  | Rusko       | 3:57,39     |
| 5.     | Ivan Skobrev      | Rusko       | 3:57,71     |
| 6.     | Shani Davis       | USA         | 3:57,93     |
| 7.     | Beorn Nijenhuis   | Nizozemsko  | 3:58,00     |
| 8.     | Mun Čun           | Jižní Korea | 4:00,07     |
| 9.     | Masaki Hirano     | Japonsko    | 4:00,34     |
| 10.    | Mičihiro Ara      | Japonsko    | 4:01,42     |
|        |                   |             |             |
| 28.    | Miroslav Vtípil   | Česko       | 4:08,74     |

| Pořadí | Jméno             | Země        | Celkový čas |
| ------ | ----------------- | ----------- | ----------- |
| 1.     | Shani Davis       | USA         | 1:52,29     |
| 2.     | Ivan Skobrev      | Rusko       | 1:52,69     |
| 3.     | Jay Morrison      | Kanada      | 1:52,91     |
| 4.     | Beorn Nijenhuis   | Nizozemsko  | 1:52,92     |
| 5.     | Jo Sang-jop       | Jižní Korea | 1:53,13     |
| 6.     | Igor Makoveckij   | Bělorusko   | 1:53,18     |
| 7.     | Šingo Doi         | Japonsko    | 1:53,46     |
| 8.     | Pekka Koskela     | Finsko      | 1:53,54     |
| 9.     | Andrej Burljajev  | Rusko       | 1:53,67     |
| 10.    | Remco olde Heuvel | Nizozemsko  | 1:53,77     |
|        |                   |             |             |
| 36.    | Miroslav Vtípil   | Česko       | 1:57,25     |

| Pořadí | Jméno             | Země        | Celkový čas |
| ------ | ----------------- | ----------- | ----------- |
| 1.     | Marco Weber       | Německo     | 6:42,36     |
| 2.     | Tom Prinsen       | Nizozemsko  | 6:43,08     |
| 3.     | Ivan Skobrev      | Rusko       | 6:49,56     |
| 4.     | Beorn Nijenhuis   | Nizozemsko  | 6:50,39     |
| 5.     | Remco olde Heuvel | Nizozemsko  | 6:52,63     |
| 6.     | Andrej Burljajev  | Rusko       | 6:57,33     |
| 7.     | Mun Čun           | Jižní Korea | 6:58,15     |
| 8.     | Mičihiro Ara      | Japonsko    | 6:58,33     |
| 9.     | Šingo Doi         | Japonsko    | 6:58,58     |
| 10.    | Jay Morrison      | Kanada      | 7:05,23     |

### Celkové výsledky víceboje
- Závodu se zúčastnilo 53 závodníků.

| Pořadí           | Jméno             | Země        | 500 m       | 3 000 m       | 1 500 m       | 5 000 m       | Počet bodů |
| Zlatá medaile    | Beorn Nijenhuis   | Nizozemsko  | 37,25 (5.)  | 3:58,00 (7.)  | 1:52,92 (4.)  | 6:50,39 (4.)  | 155,595    |
| Stříbrná medaile | Ivan Skobrev      | Rusko       | 37,59 (10.) | 3:57,71 (5.)  | 1:52,69 (2.)  | 6:49,56 (3.)  | 155,727    |
| Bronzová medaile | Remco olde Heuvel | Nizozemsko  | 37,73 (15.) | 3:57,22 (3.)  | 1:53,77 (10.) | 6:52,63 (5.)  | 156,452    |
| 4.               | Marco Weber       | Německo     | 38,27 (19.) | 3:57,12 (2.)  | 1:55,66 (23.) | 6:42,36 (1.)  | 156,579    |
| 5.               | Tom Prinsen       | Nizozemsko  | 39,02 (38.) | 3:55,20 (1.)  | 1:54,46 (15.) | 6:43,08 (2.)  | 156,681    |
| 6.               | Mun Čun           | Jižní Korea | 37,05 (4.)  | 4:00,07 (8.)  | 1:56,74 (30.) | 6:58,15 (7.)  | 157,789    |
| 7.               | Šingo Doi         | Japonsko    | 37,51 (8.)  | 4:04,37 (15.) | 1:53,46 (7.)  | 6:58,58 (9.)  | 157,916    |
| 8.               | Andrej Burljajev  | Rusko       | 38,75 (33.) | 3:57,39 (4.)  | 1:53,67 (9.)  | 6:57,33 (6.)  | 157,938    |
| 9.               | Jay Morrison      | Kanada      | 38,26 (18.) | 4:01,96 (11.) | 1:52,91 (3.)  | 7:05,23 (10.) | 158,745    |
| 10.              | Mičihiro Ara      | Japonsko    | 37,94 (17.) | 4:01,42 (10.) | 1:56,66 (29.) | 6:58,33 (8.)  | 158,895    |
|                  |                   |             |             |               |               |               |            |
| 36.              | Miroslav Vtípil   | Česko       | 40,10 (47.) | 4:08,74 (28.) | 1:57,25 (36.) | —             | 120,639    |

### Stíhací závod družstev
- Závodu se zúčastnilo 14 týmů.

| Pořadí           | Jméno                                                        | Celkový čas |
| ---------------- | ------------------------------------------------------------ | ----------- |
| Zlatá medaile    | Jižní Korea I Sung-hwan, Mun Čun, Jo Sang-jop                | 3:56,28     |
| Stříbrná medaile | Japonsko Mičihiro Ara, Šingo Doi, Masaki Hirano              | 3:59,98     |
| Bronzová medaile | Nizozemsko Beorn Nijenhuis, Remco olde Heuvel, Tom Prinsen   | 4:02,88     |
| 4.               | Kanada Adam Laurence, Jay Morrison, François-Olivier Roberge | 4:04,17     |
| 5.               | USA Shani Davis, Tucker Fredricks, Brady Thompson            | 4:04,61     |
| 6.               | Bělorusko Igor Makoveckij, Oleh Moisejev, Stepan Novakovič   | 4:06,34     |
| 7.               | Německo Marcel Spahn, Marco Weber, Patrick Wirth             | 4:06,65     |
| 8.               | Rumunsko Marius Băcilă, Claudiu Grozea, Rodan Ionescu        | 4:08,70     |
| 9.               | Polsko Sławomir Chmura, Robert Kustra, Konrad Niedźwiedzki   | 4:09,46     |
| 10.              | Norsko Henrik Christiansen, Olav Slinning, Even Wetten       | 4:09,87     |

## Dívky
| Pořadí | Jméno                 | Země       | Celkový čas |
| ------ | --------------------- | ---------- | ----------- |
| 1.     | Judith Hesseová       | Německo    | 40,12       |
| 2.     | Maki Cudžiová         | Japonsko   | 40,71       |
| 3.     | Li Tan                | Čína       | 40,93       |
| 4.     | Elma de Vriesová      | Nizozemsko | 41,05       |
| 5.     | Brittany Schusslerová | Kanada     | 41,08       |
| 6.     | Eriko Išinová         | Japonsko   | 41,37       |
| 7.     | Shannon Rempelová     | Kanada     | 41,48       |
| 8.     | Sofia Albertssonová   | Švédsko    | 41,61       |
| 9.     | Hiromi Ócuová         | Japonsko   | 41,62       |
| 10.    | Julija Skokovová      | Rusko      | 41,64       |
| 10.    | Jekatěrina Lobyševová | Rusko      | 41,64       |
|        |                       |            |             |
| 29.    | Marcela Kramárová     | Česko      | 42,92       |
| 41.    | Martina Sáblíková     | Česko      | 44,04       |
| 50.    | Lucie Haselbergerová  | Česko      | 48,55       |

| Pořadí | Jméno                  | Země       | Celkový čas |
| ------ | ---------------------- | ---------- | ----------- |
| 1.     | Maki Cudžiová          | Japonsko   | 1:19,34     |
| 2.     | Judith Hesseová        | Německo    | 1:20,46     |
| 3.     | Elma de Vriesová       | Nizozemsko | 1:20,63     |
| 4.     | Eriko Išinová          | Japonsko   | 1:21,30     |
| 5.     | Mariska Huismanová     | Nizozemsko | 1:21,33     |
| 6.     | Hiromi Ócuová          | Japonsko   | 1:21,65     |
| 7.     | Brittany Schusslerová  | Kanada     | 1:21,78     |
| 8.     | Monique Angermüllerová | Německo    | 1:21,96     |
| 9.     | Moniek Kleinsmanová    | Nizozemsko | 1:21,98     |
| 10.    | Shannon Rempelová      | Kanada     | 1:22,43     |
|        |                        |            |             |
| 26.    | Marcela Kramárová      | Česko      | 1:25,38     |
| 32.    | Martina Sáblíková      | Česko      | 1:26,43     |
| 48.    | Lucie Haselbergerová   | Česko      | 1:35,94     |

| Pořadí | Jméno                  | Země       | Celkový čas |
| ------ | ---------------------- | ---------- | ----------- |
| 1.     | Eriko Išinová          | Japonsko   | 2:05,23     |
| 2.     | Elma de Vriesová       | Nizozemsko | 2:06,52     |
| 3.     | Monique Angermüllerová | Německo    | 2:06,70     |
| 4.     | Brittany Schusslerová  | Kanada     | 2:07,18     |
| 5.     | Mariska Huismanová     | Nizozemsko | 2:07,20     |
| 6.     | Čang Siao-lej          | Čína       | 2:07,86     |
| 7.     | Sofia Albertssonová    | Švédsko    | 2:07,91     |
| 8.     | Alexandra Lippová      | Německo    | 2:08,00     |
| 9.     | Maki Cudžiová          | Japonsko   | 2:08,57     |
| 10.    | Hiromi Ócuová          | Japonsko   | 2:08,96     |
|        |                        |            |             |
| 34.    | Martina Sáblíková      | Česko      | 2:18,62     |
| 35.    | Marcela Kramárová      | Česko      | 2:18,84     |
| 49.    | Lucie Haselbergerová   | Česko      | 2:34,82     |

| Pořadí | Jméno                  | Země       | Celkový čas |
| ------ | ---------------------- | ---------- | ----------- |
| 1.     | Elma de Vriesová       | Nizozemsko | 4:20,39     |
| 2.     | Čang Siao-lej          | Čína       | 4:22,40     |
| 3.     | Eriko Išinová          | Japonsko   | 4:24,32     |
| 4.     | Monique Angermüllerová | Německo    | 4:25,39     |
| 5.     | Brittany Schusslerová  | Kanada     | 4:25,43     |
| 6.     | Judith Hesseová        | Německo    | 4:25,80     |
| 7.     | Sofia Albertssonová    | Švédsko    | 4:27,00     |
| 8.     | Alexandra Lippová      | Německo    | 4:27,07     |
| 9.     | Mariska Huismanová     | Nizozemsko | 4:27,47     |
| 10.    | Moniek Kleinsmanová    | Nizozemsko | 4:29,57     |

### Celkové výsledky víceboje
- Závodu se zúčastnilo 50 závodnic.

| Pořadí           | Jméno                  | Země       | 500 m       | 1 000 m       | 1 500 m       | 3 000 m       | Počet bodů |
| Zlatá medaile    | Elma de Vriesová       | Nizozemsko | 41,05 (4.)  | 1:20,63 (3.)  | 2:06,52 (2.)  | 4:20,39 (1.)  | 166,936    |
| Stříbrná medaile | Eriko Išinová          | Japonsko   | 41,37 (6.)  | 1:21,30 (4.)  | 2:05,23 (1.)  | 4:24,32 (3.)  | 167,816    |
| Bronzová medaile | Judith Hesseová        | Německo    | 40,12 (1.)  | 1:20,46 (2.)  | 2:09,79 (14.) | 4:25,80 (6.)  | 167,913    |
| 4.               | Brittany Schusslerová  | Kanada     | 41,08 (5.)  | 1:21,78 (7.)  | 2:07,18 (4.)  | 4:25,43 (5.)  | 168,601    |
| 5.               | Maki Cudžiová          | Japonsko   | 40,71 (2.)  | 1:19,34 (1.)  | 2:08,57 (9.)  | 4:34,63 (13.) | 169,007    |
| 6.               | Monique Angermüllerová | Německo    | 41,98 (17.) | 1:21,96 (8.)  | 2:06,70 (3.)  | 4:25,39 (4.)  | 169,424    |
| 7.               | Mariska Huismanová     | Nizozemsko | 42,17 (20.) | 1:21,33 (5.)  | 2:07,20 (5.)  | 4:27,47 (9.)  | 169,813    |
| 8.               | Sofia Albertssonová    | Švédsko    | 41,61 (8.)  | 1:22,48 (12.) | 2:07,91 (7.)  | 4:27,00 (7.)  | 169,986    |
| 9.               | Čang Siao-lej          | Čína       | 42,14 (19.) | 1:24,24 (21.) | 2:07,86 (6.)  | 4:22,40 (2.)  | 170,613    |
| 10.              | Moniek Kleinsmanová    | Nizozemsko | 41,85 (14.) | 1:21,98 (9.)  | 2:09,03 (11.) | 4:29,57 (10.) | 170,778    |
|                  |                        |            |             |               |               |               |            |
| 30.              | Marcela Kramárová      | Česko      | 42,92 (29.) | 1:25,38 (26.) | 2:18,84 (35.) | —             | 131,890    |
| 36.              | Martina Sáblíková      | Česko      | 44,04 (41.) | 1:26,43 (32.) | 2:18,62 (34.) | —             | 133,461    |
| 48.              | Lucie Haselbergerová   | Česko      | 48,55 (50.) | 1:35,94 (48.) | 2:34,82 (49.) | —             | 148,126    |

### Stíhací závod družstev
- Závodu se zúčastnilo 12 týmů.

| Pořadí           | Jméno                                                                      | Celkový čas |
| ---------------- | -------------------------------------------------------------------------- | ----------- |
| Zlatá medaile    | Nizozemsko Mariska Huismanová, Annelies van der Ploegová, Elma de Vriesová | 3:12,07     |
| Stříbrná medaile | Jižní Korea Čoj Jun-suk, I Po-ra, I So-jon                                 | 3:13,97     |
| Bronzová medaile | Německo Monique Angermüllerová, Judith Hesseová, Nadine Seidenglanzová     | 3:16,35     |
| 4.               | Kanada Marilou Asselinová, Chelsey Parkerová, Brittany Schusslerová        | 3:17,06     |
| 5.               | Japonsko Eriko Išinová, Hiromi Ócuová, Maki Cudžiová                       | 3:19,11     |
| 6.               | Polsko Karolina Ksytová, Joanna Łęckaová, Luiza Złotkowská                 | 3:19,32     |
| 7.               | Rusko Anna Andrejevová, Jekatěrina Lobyševová, Julija Skokovová            | 3:22,78     |
| 8.               | Severní Korea Pek Kjong-son, Ko Hjon-suk, Lim Kwang-kum                    | 3:24,23     |
| 9.               | USA Becky Bradfordová, Maria Lambová, Heidi Stanglová                      | 3:29,64     |
| 10.              | Švédsko Sofia Albertssonová, Sara Anderssonová, Paulina Wallinová          | 3:31,25     |
|                  |                                                                            |             |
| 12.              | Česko Lucie Haselbergerová, Marcela Kramárová, Martina Sáblíková           | 3:45,79     |